# Wahagn Minasjan
Wahagn Minasjan (armenisch Վահագն Մինասյան; englische/FIFA-Transkrition: Vahagn Minasyan; * 25. April 1985 in Jerewan) ist ein ehemaliger armenischer Fußballspieler.

## Verein
Minasjan begann seine Karriere beim FC Spartak Jerewan und dem FC Kotajk Abowjan, wo er eine erfolgreiche Saison 2004 und 2005 spielte. Von dort wechselte er zum FC Ararat Jerewan und spielte dort 3 Jahre. Von dort wurde er vom armenischen Spitzenklub FC Pjunik Jerewan zur Saison 2009 verpflichtet. Es folgten weitere Stationen bei MIKA Aschtarak, FC Ulisses Jerewan und dem FC Alaschkert Martuni. 2019 beendete er dann seine aktive Karriere beim FC Arzach Jerewan.

## Nationalmannschaft
Für die A-Nationalmannschaft Armeniens bestritt er von 2007 bis 2016 insgesamt 13 Länderspiele und erzielte dabei ein Tor.

## Erfolge
- Armenischer Meister: 2009, 2010, 2016, 2017, 2017
- Armenischer Pokalsieger: 2008, 2009, 2010, 2011